# ゴジラ (平成VSシリーズ)
ゴジラは、東宝映画『ゴジラ』シリーズに登場する架空の怪獣。本項目では、このうち『ゴジラ』（1984年）から『ゴジラvsデストロイア』（1995年）までの平成VSシリーズに登場する個体およびその前身であるゴジラザウルスを扱う。

## 概要
『メカゴジラの逆襲』（1975年）以来、9年ぶりに製作された『ゴジラ』（1984年）にてリニューアルされたゴジラ。『ゴジラの逆襲』（1955年）から『メカゴジラの逆襲』までの作品とは繋がりがなく、平成VSシリーズの世界内においては2体目のゴジラである。『ゴジラの逆襲』からシリーズが進むにつれて正義の味方となっていった2代目ゴジラと異なり、初代ゴジラを踏襲した凶暴な怪獣となっている。総称としてVSゴジラとも呼ばれる。
設定については、現実世界での建築物の高層化を踏まえ、身長が従来の50メートルから80 - 100メートルと大型化されているのが特徴である。また、エネルギー源の描写についても、原子力発電所を襲撃する、原子力潜水艦のエネルギーで強化するなど、核エネルギーを摂取していることが明確に描かれているほか、生物としての側面が強調されているのも特徴である。

### 『ゴジラ』（1984年）・『ゴジラvsビオランテ』（1989年）
伊豆諸島の大黒島で起こった火山噴火による地殻変動をきっかけに目覚め、地表に押し出されたことで出現した、1954年に出現した個体と同種の新たなゴジラ。ラゴス島に棲む恐竜ゴジラザウルスがビキニ環礁の核実験に遭遇した結果、誕生した。核分裂物質を感知して核を原子炉から摂取してエネルギー源としているため、原子力潜水艦や原発を襲う。脳には渡り鳥と同様の帰巣本能を司る磁性体がある。武器は放射熱線や体内放射など。
耳と犬歯が復活し、足の指の本数も3本から4本に戻った。ただし、内側の指の付き方が逆ゴジまでとは異なる。鳴き声は、初代のものを加工して用いている。
シリーズを通して見る場合にはゴジラ（三代目）と表記される。初代ゴジラが存在した世界観ではあるが、初代との具体的な関係性は明確になっていない。

### 『ゴジラvsキングギドラ』（1991年）から『ゴジラvsデストロイア』（1995年）まで
ベーリング海に転移されたゴジラザウルスが、転送地点で沈没事故を起こした原子力潜水艦の核燃料でゴジラに転生したうえ、民間企業・帝洋グループの原潜を撃沈して強大な核エネルギーを吸収したことによって誕生した、新たなゴジラ。武器は放射熱線、体内放射。
『vsキングギドラ』劇中では三代目と同一の存在かどうかは明確になっておらず、資料によって扱いが異なる。シリーズを通して見る場合には四代目ゴジラ、または新三代目ゴジラもしくはパワーアップした三代目ゴジラ、新初代とも呼ばれる。
尾の節の数は24節、背びれは5列、手および足の指は4本。腰の辺りには「第二の脳」ともいうべき下半身の運動を司る神経節がある。これは骨に守られていないため、弱点でもある。
『vsメカゴジラ』ではゴジラザウルスの一種であるベビーゴジラが登場し、『vsスペースゴジラ』でのリトルゴジラを経て『vsデストロイア』でゴジラと同型のゴジラジュニアに成長する。

### 演技
スーツアクターは薩摩剣八郎。当初は、薩摩が主催する劇団の若手俳優が演じる予定であったが辞退されたため、薩摩が担当することとなった。
薩摩は、84ゴジラのスーツは100キログラム近くあって歩きづらく、手も硬く動かしづらかったと証言している。薩摩は演技に悔いが残り、『vsビオランテ』で再度起用された際には自分だけの薩摩流ゴジラを作り出すことを目標に掲げた。初代の中島春雄同様に動物園で動物の動きを研究し、ゴリラの背を反らせる姿勢やゾウの後ろ足の動きなどを取り入れている。また、脇を締めた隙を見せない構えは薩摩が師事していた示現流の型が元になっており、これによって腕の動きが小さくなることから、指先を動かして芝居をつけることを意識している。薩摩は、撮影前に脇を締めた状態で丸太を打つ練習を行い、これを「ゴジラ拳法」と称していた。
格闘シーンでは、事前で打ち合わせを行ってもハイスピード撮影に合わせた早い動作ゆえにタイミングが狂うため、アドリブで対応することも多かったという。一方、単体の演技ではごまかしがきかないため、自身の感情も込めつつ、カメラへの映り方を意識した客観的な視点で多角的に演じることも重要であったと述べている。
『ゴジラ』（1984年版）での有楽町のシーンのみ、スケジュールが延びたため、河野久永が演じた。薩摩は河野の演技について、動きが悪く不満であったことを語っている。
体の一部のみを映すアップカットなどでは、操演スタッフなどがスーツを着用することもあった。
『vsビオランテ』から『vsメカゴジラ』までのギニョール操作は、特撮班助監督の神谷誠が務めた。
『vsデストロイア』でゴジラジュニアが変化した新ゴジラも薩摩が演じた。同作品では、ゴジラが死ぬと聞いた時点で薩摩はゴジラ役からの引退を決めたため未練はないという。

## 登場作品
昭和ゴジラ同様、模型化の際や書籍などでスーツの比較をする際には下記の略称が用いられた。
| 公開年 | 作品                   | 対戦怪獣                          | スーツ通称            |
| ------ | ---------------------- | --------------------------------- | --------------------- |
| 1984年 | ゴジラ                 |                                   | - 84ゴジラ - 84ゴジ - |
| 1989年 | ゴジラvsビオランテ     | ビオランテ                        | ビオゴジ              |
| 1991年 | ゴジラvsキングギドラ   | - キングギドラ - メカキングギドラ | ギドゴジ              |
| 1992年 | ゴジラvsモスラ         | - モスラ - バトラ                 | バトゴジ              |
| 1993年 | ゴジラvsメカゴジラ     | - メカゴジラ - ラドン             | ラドゴジ              |
| 1994年 | ゴジラvsスペースゴジラ | - スペースゴジラ - モゲラ         | モゲゴジ              |
| 1995年 | ゴジラvsデストロイア   | デストロイア                      | デスゴジ              |

## 『ゴジラ』
1954年に出現した個体と同種だが、その大きさや形状はかなり異なっている。人間のような感情は持たず、あくまでも野生生物であったかと思われる。放射熱線は射程が長く直進性が高いビーム状のものとなっており、有楽町では自身の周囲を飛行するヘリコプターを小出しにした放射熱線で撃墜している。
三白眼は極端に上目使いで凶悪そうなものになっており、下顎は厚く四角くなって力強さが増している。背ビレは3列で中央以外の左右の列も大きめになっており、最も大きなものが中央より下に位置している。足の4本指の親指は初代ほど離れておらず、長い尻尾の先端は細くなっている。
大黒島の火山噴火で覚醒し、地殻変動で地表に押し出されたことにより、大黒島の西端にて第五八幡丸と遭遇した後、エネルギー源である放射性物質を求め、八丈島南方の海域にてソ連の原子力潜水艦を撃沈したり、静岡にて井浜原子力発電所を襲撃したりして体内に大量の放射性物質を吸収する。さらには、東京湾に現れてそのまま東京に上陸し、新宿副都心や有楽町を中心に暴れ回る。いったんは新宿中央公園周辺にてスーパーXのカドミウム弾によって力を失い、活動を抑制されるが、アメリカとソ連の核ミサイルが上空にて衝突したことによる爆発エネルギーを吸収してカドミウム弾の効力が消滅し、落雷を受けたことによって復活した後、スーパーXを撃墜する。しかし、ある一定の音波に反応する習性を利用された結果、鳥の鳴き声から生成した誘導用超音波で磁性体を刺激されて三原山へ誘導され、人工的に爆発・噴火させられた火口へ落下した。
体表には、放射能の影響で突然変異したフナムシの怪獣ショッキラスが寄生している。

### 制作（84）
核をエネルギーとして原子力発電所を襲うという展開は、1978年に執筆された検討稿『KING OF MONSTERS ゴジラの復活』から存在していた。制作協力の田中文雄は、ゴジラが何を目的にしているかわからないため、放射能に呼び寄せられる設定にしないと物語が作れなかったと述べている。
三原山の火口にゴジラを誘い込むという展開も同稿から存在していたが、そちらではプルトニウムを用いるという設定であった。ゴジラの帰巣本能を利用するという案は、特別スタッフの1人であるSF作家のクライン・ユーベルシュタインによるものである。
脚本ではゴジラの身長は100メートルとされていたが、高層ビル以外のミニチュアが小さくなりすぎて、効果的にミニチュアが壊れないため、特殊美術の井上泰幸は高層ビル以外のゴジラに近いミニチュアを無断で本来の縮尺である1/50ではなく1/40スケールで制作し、ゴジラの身長もそれに合わせて80メートルという設定に改められた。一方、特技監督の中野昭慶は80メートルにすることを提案したのは自身であると述べている。

### 造型（84）
造形チーフは安丸信行。助手は小林知巳、樋口真嗣、原田恭明。安丸がデザインスケッチも描き起こしている。
スーツ
「怖いゴジラ」への原点回帰を果たすべく、犬歯が強調され、耳介や4本指の足、3列の背びれなど、初代ゴジラを意識したデザインとなっている。また、人間的に見えないよう、細い腕と太い脚など重心が下方にある、どっしりとした体型となっている。人型に見えないよう肩の位置を従来より15センチメートルほど上げており、腕を短く見せている。爪は初期のような鋭さとなり、色もオレンジがかったものとなった。頭頂部や平らな眉は、かつて安丸が造形した『ゴジラ対メガロ』（1973年）のゴジラに通じている。
スーツは2体製作された。便宜上、最初に作られたものが海用、2体目が陸用と呼ばれ、海シーンで用いるために専用のものを最初から用意したものである。このうち、海用のものは厚みを減らしており、口がモーター駆動で動き、頭部の内部メカの仕様が異なるため、顔の印象も異なっている。また、背びれの形状も異なっている。海用は東京湾上陸シーンと原発襲撃シーン、陸用は都内襲撃シーンと撮影後半での東京湾襲撃シーンで用いられた。なお、後年に酒井ゆうじがインタビューで明かしたところによれば、陸用の中央の一番大きな背びれは84ゴジラにしか存在しておらず、ビオゴジ以降のスーツではまったく使用されていないという。
昭和ゴジラは胴体をウレタンで造形したが、この84ゴジラでは、頭部・胴体・表皮のひだまで含めた1メートル大（3尺）の全身の水粘土による粘土原型が、安丸によって作られた。この粘土原型からFRP製の胴体の雛型を起こし、これをラテックスで抜いた一枚皮による一体成型方式で、胴体が造型された。しかし、この製法では外見こそ良くなったものの遊びの部分がないために動けず、関節を切るなどして稼働できるよう対応した。これまでのウレタン直付けとは異なり、全身の粘土原型から型抜きした皮を貼って製作された表皮は緻密になった一方で、荒々しさは薄れている。頭部のメカが重く、これを支えるために肩には鉄骨が入れられ、背びれも発光ギミック入りのFRP製となった。手は、過去の怪獣では溶接用の手袋を中に入れて動かしていたが、本作品では人間の手を型取りした芯を入れ、スーツアクターにフィットしたものとなっている。足には、重々しさを出すための鉄板を入れている。
口の開閉ギミックは、従来はモーターによる稼働であったが、本作品以降はフロンガスを用いたエアシリンダー式となった。
スーツアクターを務めた薩摩剣八郎は、当初の段階では演じる予定でなかったためにサイズが合っておらず、たるんでシワが多くなってしまったほか、覗き穴の位置も合っていなかったために自ら開けたという。4本指の手は、スーツの小指に自身の薬指と小指を入れている。
スーツは現存しないが、2019年の時点で海用スーツの頭部骨格と下顎および陸用スーツの頭部メカニックのみが保管されている。

サイボットゴジラ
従来の着ぐるみでは難しい「表情の演技」「呼吸の動き」を追求するために造られた、内部メカのコンピュータ制御によって目と口と首、両腕を油圧と空圧で動かすアップ撮影用のロボット。可動箇所は井上泰幸の指示を基に決められ、さまざまな表情を作ることが可能。スーツの原型を拡大したイメージの形状となっている。身長は4.8メートル、尾の長さは5.2メートル、重量は1.2トン。製作費は1億500万円。原型は加茂哲、内部骨格は水野俊一が手掛けた。
ロボット製作会社の「株式会社みづの」に外注され、制作された金属骨格に、加茂が率いるアトリエ十指作によるラテックス製の外皮がつけられた。外皮は、通常のサイボットではソフトビニールが用いられていたが、巨大なゴジラの外皮はソフトビニールの焼成炉では作れなかったため、2液混合のウレタン素材を用いている。ボディは上下に分割が可能で、撮影では上半身が主に使用された。スーツとは別工程で製作されたため、内部骨格や頭部の形状が異なっている。サイボットは人間大の場合には顔型の石膏を削って頭蓋骨を制作するが、ゴジラの場合は大きすぎるため、外皮の内側に直接FRPを貼っている。スーツとは瞳の大きさの比率の違いで、表情の印象が異なっている。内部メカの可動部をスーツでは役者の頭が入る部分に設けているため、首が頭部の付け根でくびれている。また、首と同様に腰も可動のためにくびれている。
駆動装置は、場所によりモーターと油圧シリンダーなどを使い分けている。当時最新鋭であった小型のエアシリンダーも用いているが、特技監督を務めた中野は初めて使用するものであったがゆえに簡単には修理できなかったと述懐している。呼吸を表現するために胸が動き、腕も動くことが可能だが、スムーズには動かない。中野によれば、制作当時は細かな動きのために大きくする必要があったが、本作品の撮影が終了するころにはモーターの小型化などが進み、従来のスーツサイズでもメカによる稼働が可能になっていたという。
なお、中野によれば、スタジオ内は埃が多いことから接点不良によるコンピュータの故障が懸念されていたほか、撮影の進行に伴って各部のゴムが腐食し、最初は滑らかだった動きが次第に悪くなっていったそうである。サイボットとしての動きは日本国外でも不評を買い、海外版『ゴジラ1985』（1985年）の公開後には第6回ゴールデンラズベリー賞で最低新人賞にノミネートされている。
東宝プロデューサーの田中文雄は、松屋デパートのディスプレイロボットから着想を得たと述べている。
撮影後は、映画の宣伝で日本全国を巡業した際にデモ運転され、話題となる。TBSの歌番組『ザ・ベストテン』1984年12月6日放送回にも登場し、チェッカーズがサイボットゴジラの前で歌うという演出も行われた。その後も補修を繰り返しながら、イベントなどに使用されていた。『ゴジラvsキングギドラ』のPRでは、渋谷西武SEED館前に展示された。
1993年ごろにはオークションにかけられたと報じられたこともあったが、東宝の倉庫に頭部の骨格部分のみ保管されており、2014年に開催された『大ゴジラ特撮展』で展示された。

その他の造形物
『怪獣大戦争』（1965年）で製作された大型の足のモデルも使用され、本編では実物大（長さ15.4メートル、高さ10メートル、重量5.2トン）の足も製作された。製作の田中友幸は、実物大のゴジラを作って人間と絡ませることを要望しており、実物大の足はそれを部分的にでも実現したものであった。
海上航行シーンでは背面のみのFRP製背びれモデルが用いられた。
三原山の火口へ落下するシーンは、クランクアップ後に追加撮影されたもので、1/80スケールのウレタン製ミニチュアモデル（ギニョール）が用いられた。造型部に参加していた樋口によれば、このミニチュアを欲しがったスタッフらによる取り合いが起こったといい、樋口はカットがかかった直後にこれを死守したものの、周囲のスタッフからは非難されたという。
2010年4月にリニューアルオープンした国立歴史民俗博物館第6展示室「現代」コーナーには、本作品に用いられたスーツをモチーフにしたレプリカが展示されている。造型は小林知己が手掛けた。
スーツの原型となった3尺モデルは、型取りされた複製が遠景用モデルとして用いられたほか、次作で小林知己が頭部を新造して同作スーツの検討用モデルとなった。後年、FRPで型取りしていたものを映画監督・造形師の原口智生が復元している。

### 撮影・演出（84）
監督の橋本幸治は、本作品でのゴジラについて第1作に原点回帰した凶暴な面を強調しつつ、人間から被害を受けながら人間に目の敵にされるという出自の不幸さを感じ、観客がゴジラに同情するような部分も出している。新宿の高層ビル群にゴジラが佇む様子は、檻の中の孤独感を表現している。
中野は、リアリティの重視により、建物の破壊は体の大きさゆえに壊してしまうという見せ方としており、放射熱線も必要な場面だけ吐かせている。中野は、社会への警鐘という哲学的な背景からも放射熱線は論理的に邪魔であったと述べている。また、基本的にはゴジラの一人芝居となるため、ゴジラが立っているだけで画として成立するショットを意図したといい、東宝チャンピオンまつり時代のダイナミックなカッティングは控えている。一方で、原発を襲撃するシーンについては、ゴジラが炉心を抱えている絵面を子供が好きなぬいぐるみを抱いているのと同じ感覚だと述べており、リアリティの中にキャラクター性を隠すことで魅力を永続させる意図があったと語っている。
演じる薩摩は、人間らしく見せないことに重点を置き、基本を守って演じたと述懐している。中野からは、足を上げて歩くと人間のようになってしまうため、摺り足で歩くよう指示を受けていた。スーツの尾の部分には、口を動かすエアシリンダー用のフロンガスボンベが仕込まれていたが、薩摩は休憩中に尻尾に座るかたちになるため、次第にボンベとチューブの接合部に負荷がかかり外れてしまい、スーツ内部にガスが充満して薩摩が呼吸困難に陥る事故があった。
橋本は、原発シーンのラッシュフィルムを見てゴジラの顔が暗く映っていると感じ、中野に以後のシーンではゴジラの顔をはっきり撮るよう要望した。
新宿副都心のセットは精巧であるがゆえに一方向からしか撮影することができなかったうえ、スタジオの天井が映ってしまうことからアオリの画も撮りづらいため、ゴジラの正面からのアオリの構図はミニチュアの一部を外に持ち出してオープンセットで撮影を行った。
放射熱線でビルを貫く描写は中野のアイデアによるものであったが、スタッフからは「マンガになる」と反対されていた。しかし、試写を観たファンから後にそのビルを見に行き、貫かれた部屋に泊まったとの報告があったという。絵コンテでは、有楽町マリオンを放射熱線で破壊するという描写も存在した。
三原山火口付近のナイトシーンは、オープン撮影の映像にフィルターをかけて処理している。
ゴジラが火口に落ちるというラストについて、中野はああならざるをえないと思いつつ、動物として描いたことの思い入れもあり、複雑な気持ちであったことを語っている。
実物大の足は、クレーン3台で吊り上げて落とす方法がとられたが、その衝撃で足自体が壊れてしまうため、本編班助監督の大河原孝夫は一発勝負の撮影であったと証言している。

## 『ゴジラvsビオランテ』
1985年に東京を襲撃した際よりも野獣的な動きになっており、ビオランテや自衛隊に対して強烈な闘争心を明らかにしている。
前作の後、三原山火口で眠っていたが、その生命活動が火口内で確認され、G細胞に目を付けたバイオメジャーが火口を爆破したことにより、覚醒する。浦賀水道で自衛隊のスーパーX2を撃退した後、小田原を経て芦ノ湖に出現してビオランテを撃破すると、いったん駿河湾へ消える。その後、遠州灘を経て紀伊水道に出現して大阪を蹂躙した際、口内へ抗核エネルギーバクテリア (ANEB) を撃ち込まれる。丹波山地を越えて若狭湾に到達し、原発群を襲おうとしたところで自衛隊の「サンダービーム作戦」に遭い、ANEBが活性化し始める。復活して成体となったビオランテを放射熱線で撃破するが、活性化したANEBによって活力が抑制され、一時の沈黙を経て覚醒した後は日本海の海底へ去った。

### 造型（vsビオランテ）
造形は東宝映像美術の造形班の安丸信行と小林知己。助手は久住辰雄、清田圭三、矢内京子。当時、チーフの安丸は別の仕事が入っていたため、助手の小林が造形担当となり、新規に頭部原型を手掛けた。ボディの原型は前作のものを改修している。頭部ギミックは、アルファ企画の高木明法が手掛けた。
本作品の造型デザインはさまざまなマイナーチェンジを受けつつ、『vsデストロイア』まで継承される。
スーツ
スーツは小林がリーダーとなり、新規造形したものである。雛形は特技監督である川北紘一と話し合って作られ、これを基にスーツが作られた。設定上は前作と同一個体ではあるものの、川北の意向で大幅にスタイルが変更され、より生物的なイメージが強調された。耳は目よりも高い位置にあり、小さな三角形になっている。鎌首をもたげたようなS字カーブを描く首の上には、比較的小さくまとめられた頭部が位置し、瞳は茶色の虹彩のみが見え、白目がほとんど隠れ、猛禽類を思わせる黒目がちのものになった。資料によっては白目がなくなったと記述しているものもあるが、実際には眼球をポリエステル樹脂でコーティングして光沢を出したため、光の加減で暗く見えるようになっている。照明技師の斉藤薫によれば、照明班から眼にスコッチライトを貼り付けて正面から照明を当てて光らせることを提案したが、川北は別アングルのカメラからでは仕掛けがわかってしまうため、これを却下したという。川北は、光彩がなくなって撮影に苦労したといい、宣伝部からもポスター用に白目を加えるよう要望されたという。
『vsビオランテ』の原案者である小林晋一郎（本職は歯科医）の意見も取り入れられており、当初はまだ1列の歯並びであったが、ワニの歯を参考に犬歯が大きな2列の歯並びとなっている。当初、歯の材質はFRP樹脂製であったが、その後に歯科用樹脂で作り直された。
背びれは前作と同様の型から抜かれているが、見た目の重心位置を考慮して背びれの配列が変更され（最大サイズのものが従来よりも上に来る）、色も銀色から歯や爪と同じようなものになっている。背びれ部分はマジックテープで着脱でき、発光用のものと差し替え可能なほか、背面のファスナーを隠す役割もあった。発光用の背びれはFRP製。従来はオプチカル合成による光との併用で背びれの発光を表現していたが、本作品以降は内部にフラッシュ球を仕込んでいる。しかし、オープン撮影では光量が足りず、完成作品には用いられなかった。胸板は厚く広くなり、細い首になったことでハッキリと肩が張り出している。
スーツアクターの薩摩は、「前作より軽くなり演じやすくなった」と述べている。
海と芦ノ湖、三原山のシーンは前作の2号スーツ（陸用）の頭部を新規造形のものに付け替えてプロポーションを手直ししたものを使用した。通称は「海用」。
これに対し、完全新規のものは「陸用（）」と呼ばれる。こちらは、川北の要望により首が短くなっていたが、マスコミに公表された後、より首が長くなった頭部に作り直している。
ナイトシーンでは、スーツに黒い塗料を塗り、照明で逆光を当てることで艶やテカりを出している。

その他の造形物
腰から上だけのFRP製モデルを機械フレームに装着し、ラジコンとワイヤーによるコンピュータ制御で表情と細かい動きを付けるスーツと同サイズのメカニカルモデルも作られた。造形はアップアートが担当。材質はフォームラバー（FRP樹脂）。前作のサイボットがスーツと顔が違ってしまっていたために作り直されたが、こちらも機械に被せる段階で形状が変わってしまったという。これは『vsデストロイア』まで改修を施しつつ使用され、本作品で制作されたものと見られるギニョールが表皮を剥がした状態で保管されていることが、1999年時点で確認されている。
尾のみの造形物は、前作のものを使用している。ビオランテの蔦に手の甲を貫かれるシーンでは、手のみの造形物を用いている。
そのほか、水中を泳ぐポーズの小型モデルも用いられた。このモデルは1/100スケール（約1メートル）のラテックス製で、造形の仕上がりとはラフなものであった。内蔵メカはなく、ピアノ線による操演のみで表現している。ゴジラの泳ぐ姿が描写されたのはシリーズで初であった。泳ぎ方は、ウミイグアナを参考にしている。このモデルと同じ型からFRPで抜かれた複製が2015年の時点で保管されていることが確認されている。
ビオランテの蔦と戦うシーンがモデルアニメーションで制作されたが、NGとなった。
参考用頭部はFRP製で、頭部の型から抜かれている。後年、これを原型としてフィギュアメーカーM1号からソフビ製のレプリカヘッドが発売された。
公開前の宣伝として身長15メートルのナイロン製バルーンが制作された。制作費は1,500万円。1989年11月21日から23日に日比谷シティに設置されたのち、福岡、大阪、名古屋を巡業した。

### 撮影・演出（vsビオランテ）
小林晋一郎による原案では、アメリカとアラブの潜水艦が交戦し、海底火山を誤爆した影響による地殻変動でゴジラが目覚めるという展開であった。
川北は、重量のあるスーツを着て俳優が演技をするのには限界があると考え、カメラワークで補うという方針を打ち出し、撮影の江口憲一は以後これを基本とした。安丸によれば、スーツの上腕の可動域が広がったことにより、薩摩が弾着に驚いて腕を上げてしまい人間的に見えてしまうため、脇を締めて肘から先だけで手の動きを表現するよう注意したという。
また、本作品ではナイトシーンが多いが、照明の斉藤はゴジラの正面からは光を当てず、逆目からの光線を多用し、怪獣の立体感や凹凸を出すことを意図している。これにより暗くなるカットも増えるため、目の発光を重視している。山間部ではゴジラのみだと黒ばかりになってしまうため、サーチライトの表現が多用された。
体内放射を使ったのは本作品が初である。川北は、放射熱線と尾以外の攻撃方法が欲しいと考え、光る背びれから発想したという。絵コンテを手掛けた破李拳竜は、ゴジラに絡まった蔦を熱線で振りほどくというシーンを描いており、川北がこれを膨らませたものと推測している。
エフェクトアニメーションを担当した松本肇は、放射熱線の表現として昭和ゴジラのようなモコモコとしたものも用意していたが、川北はシャープな光線描写を選んだという。
三原山のシーンは、陸上自衛隊の東富士演習場で撮影された。同所にオープンセットが組まれたが、晴天では富士山が背後に映り込んでしまうため、ゴジラの出現シーンは曇天を待ってロケ3日目に撮影された。
浦賀水道のシーンは、東宝スタジオの大プールで撮影された。ゴジラの周囲には水面ギリギリにホースが仕掛けられ、空気を送り込むことで水の中を進む際の水しぶきを表現している。スーパーX2のファイヤーミラーで反射された放射熱線が海面に当たるシーンでは、エアーではなく火薬により水しぶきを起こしている。
企画段階では、大阪湾で三枝未希の超能力によりゴジラが海上に出るという案も存在したが、製作の田中友幸により却下された。絵コンテでは、大阪ビジネスパーク戦にてスーパーX2のミサイルが命中してゴジラがビルに倒れ込むというシーンも存在した。
箱根のシーンでは、ゴジラが木をかき分けて出現するというシーンも撮影されていたが、スケール感が合わないため、カットとなった。次作『vsキングギドラ』では、ゴジラザウルスの描写として同様の演出が行われた。
ゴジラが寝屋川沿いを破壊しながら進むシーンでは、廃油を染み込ませたウエスをフィルム缶の上で火をつけているが、炎をはっきり映してしまうとスケール感が合わないため黒い煙やフォグメーカーなどでぼやけさせている。また、『ガンヘッド』（1989年）で用いた効果の応用で、爆発の瞬間に煙の中に仕込んだライトを発光させ、フラッシュのような閃光を演出している。
大森は、ANEB弾の使用にあたりゴジラのどの部位に撃つのが効果的か考え、「ゴジラに血管は流れているのか」と田中友幸に訪ねたところ「それは謎だ」と返され、最終的に血管と口腔の両方に打ち込む展開とした。
若狭湾での自衛隊との戦闘は、シリーズ初の夜間かつ雨天での戦闘シーンであった。ゴジラにミサイルが着弾する描写は、ゴジラの前面に置いたベニヤ板にミサイルを当てている。
ビオランテの蔦に手を貫かれるシーンでは流血描写を避け、ゴジラの血かビオランテの樹液かわからないような描写となっている。こうした残虐描写は、アメリカのスプラッター映画からの影響とされる。川北によれば、東宝側からゴジラの表現について何の縛りもなかったといい、自ら流血させないことを決めたと述べている。ゴジラに蔦が絡みついていく描写は、絡みついた状態から蔦を引き戻す様子を撮影し、それをフィルムへ逆順に焼き付けていくという古典的な方式で行われた。手から蔦を引き抜くシーンや足元に蔦が落ちるシーンでは、薩摩ではなく操演スタッフがスーツを着用したり手のみを入れたりしている。
ビオランテの強酸性樹液を浴びてゴジラから白煙が吹き上がるシーンでは、空気中の水分に反応する四塩化チタンをカプセルに入れ火薬で爆破している。
ANEB弾が皮膚を貫くシーンのアップや水中用ゴジラの合成素材などは、特撮B班が撮影を行った。

### その他（vsビオランテ）
- クランクアップ後の1989年11月5日には、ゴジラの35歳の誕生日を祝うバースデーパーティが2日遅れで開催された[227][注釈 52]。
- 有馬治郎による小説版（角川文庫）では、三原山の自然噴火により復活するという展開であった[240]。

## 『ゴジラvsキングギドラ』
未来人によって太平洋戦争中のラゴス島から現代のベーリング海へ転送された瀕死状態のゴジラザウルスが、転送地点で偶然にも沈没したソ連の大型原子力潜水艦の核燃料を吸収したことで変異して生まれた新たなゴジラ。前作から1,000日が経過した旧時間軸の個体は、ANEBの効果によって活動を停止して日本海の海底で眠っていたところ、23世紀の未来人がゴジラザウルスをゴジラ化する前にベーリング海へ転送したため、その存在は歴史が分岐したことで抹消されて消滅する。
目は少し明るい色になった茶色で、頭部は丸みを帯びた頬になっている。足首もたるんでより太くなっており、背びれの並び方もヘタリによって位置が全体的に下がっている。
ゴジラ化した後、民間企業帝洋グループの原子力潜水艦むさし2号を沈めてその核エネルギーを吸収し、さらに強大な存在と化すと、オホーツク海から北海道に上陸し、未来人の操るキングギドラと美幌の網走平原で戦う。最初こそ苦戦するが、キングギドラが未来人のコントロールから脱した隙に反撃し、中央の首をちぎって撃破する。最強の敵を倒したゴジラは各地で暴れまわる。ゴジラに対してはやはりキングギドラをぶつけるしかないと判断し、未来人のひとりが23世紀へ戻り、テクノロジーでキングギドラをメカキングギドラに改造し、20世紀の現在に送り返す。ゴジラは新宿副都心でメカキングギドラと激突し、死闘のすえに捕獲され、メカキングギドラを道連れにして小笠原海溝の底に沈められる。これにより、ゴジラが日本を滅ぼす未来はいったん保留された。

### 制作（vsキングギドラ）
本作品では、歴史改変を題材としていることから劇中でタイムパラドックスが生じているが、製作の富山省吾と監督の大森一樹は「このゴジラはどのゴジラだ」といった問題は脇に置き、ストーリーの面白さやバトルシーンの迫力などを重視することとした。
大森は、今回のゴジラの身長を変更した理由について、セットいっぱいに作った都庁のミニチュアとスーツとの比率を計算した結果、100メートルになったと述べている。
準備稿では、人類側が原子力潜水艦を用いてゴジラを誕生させるという展開であったが、製作の田中友幸がこれに反対し、完成作品での内容に改められた。生頼範義によるポスターイラストでは、この名残で原潜からミサイルが放たれる図が描かれている。破李拳竜によるピクトリアルスケッチでは、ゴジラと原潜との戦いも描かれていた。
デザインワークを手掛けた破李拳は対メカキングギドラ戦で負傷したゴジラのデザインも提案していたが、採用には至らなかった。

### 造型（vsキングギドラ）
東宝スタジオ入口前に展示されているゴジラのブロンズ像は、このギドゴジをイメージしたものとされる。
スーツ
スーツは、北海道戦と新宿戦の2体があるが、キングギドラやゴジラザウルスの造型に予算が費やされたためにそれぞれ『vsビオランテ』の海用、陸用が流用されている。安丸信行、小林知己を筆頭に、小川正、村上修一、棟方利幸、阿部正俊、横山択史らによって修理や小型タイプの原型製作を担当した。当時は小林が正式に造形チーフに就任したものの、広島の仕事に加えてゴジラザウルスやキングギドラの造形チェックで忙しく、さらには助手の小川らが慣れておらずとても間に合わないと思われたが、東武ワールドスクウェアの作業で忙しい安丸が作業を手伝ったおかげで、スケジュールに間に合った。
先に撮影された新宿決戦シーンでは、ビオゴジ陸用スーツの流用で頭部のみ新造したものが使われた。その後に撮影された北海道のシーンでは、ビオゴジ海用スーツの上半身を大改修（頭部の新造と胸の張り替え）したものが使用された。
この北海道戦スーツは表皮を張り替えているため、胸のボリュームが特徴となっており、顔つきも凄みのある表情に調整され、狂暴性を増している。造形助手チーフの小川正は、胸部のボリュームはラテックスの劣化により内部の背負子が浮き出てしまっていたための処理であり、演出として意図したものではなかったと述べている。
新宿戦のスーツは腰の部分で上下2つに分断され、上半身が北海道沖の出現シーンや森林でのギドラとの絡みなど、下半身が映らないシーンで使用されている。なお、下半身が使用されたかどうかは不明である。また、切り離した際にスーツの重量を測ったところ、40キログラム台であった。背びれの発光は、内部に仕込んだ蛍光灯によって表現しており、通常のものからFRP製のものに差し替えている。
北海道戦スーツは『vsモスラ』の撮影直前に何者かによって盗まれるトラブルがあったが無事に取り戻され、海底でのバトラとの格闘シーン、富士山からの出現シーンに使われた。
薩摩は、本作品のスーツについて、シワが寄って見た目が悪く、好きではなかったと述べている。

その他の造形物
まだスーツにはゴジラの首が上を向くギミックは搭載されていないため、前作で製作されたアップ用のメカニックゴジラも多用されている。表皮は、フォームラバーからスーツと同様のラテックスを素材に変更された新規造形のものに張り替えている。前作では動きすぎたとの反省から、本作品では動きを制限している。新宿での新堂靖明との再会シーンではゴジラの心情が、哀愁の漂う表情に演出された。一方全身が写るカットではキングギドラと対峙していてもゴジラの頭部が常に下のほうの角度で固定されている。
東宝特殊美術によってスーツの3分の1サイズの関節可動式ミニチュアが新たに造られ、メカキングギドラとの飛行シーンや海への落下シーンに使用された。
セットの位置決めなどに使用された置きゴジラは、ラテックス製の原型から抜いたものととりあえず現場スタッフが作ったカポック製のものの2体が作られた。カポック製のものは、当初はゴジラザウルスのダミーとして用いられ、その後色を塗り替えてゴジラ用となった。

### 撮影・演出（vsキングギドラ）
演じる薩摩は、前作では自分流の形を作ろうとした結果、いきがった部分が出すぎてしまったことを反省点として挙げており、本作品では我を出さず、爬虫類然としたリアルな演技を心がけたと述べている。また、スーツが新調されなかったことは不満に感じていたが、実際に入ると体が馴染んでいて動きやすさが違ったと述べている。
網走海岸にて尻尾パーツで灯台を破壊するシーンが存在したが、カットされた。札幌での陥没シーンはNGを経て再撮影されたが、完成作品ではNGカットの方が使われた。
キングギドラに首を絞められた際に吹く泡は、エアーで泡立てた洗剤をホースで放出している。
札幌で熱線を吐くシーンは、前作の若狭戦での映像を流用している。
大森は、ゴジラと新堂靖明の再会はシリーズで初めて人間とゴジラを対等に描いたシーンであると述べている。特技監督の川北は、新堂が背を向けた際にゴジラのシルエットを入れておけば良かったと後に気づき、後悔しているという。新堂に対して放射熱線を放つシーンでは、画面正面（カメラ）に向かって吐くという従来にない演出がなされた。
メカキングギドラのマシンハンドに捕らえられ飛行するシーンでは、ゴジラのスーツを台車に固定し、操演によるメカキングギドラとつなげている。
海底のシーンはいずれも疑似海底のセットで撮影された。ゴジラが海底で目覚めるラストシーンは、第1作『ゴジラ』でのゴジラの最期をオマージュしている。大森によれば、当初の予定ではKIDSが去る場面で終わっていたが、製作の田中友幸からの要望によりゴジラが生きていることを明確に見せる場面が脚本段階で加えられた。脚本ではゴジラが目を開くところで終わっていたが、川北はそれでは描写が弱いと考え、立ち上がって放射熱線を吐くシーンを加えた。ゴジラが水中で熱線を吐くのは同シーンが初めてであり、当初は原子力潜水艦と対峙した際に吐く予定であった。川北は、以前より水中で熱線を吐く描写をやりたかったと述べている。
破李拳によるピクトリアルスケッチでは、アニメ映画『さらば宇宙戦艦ヤマト 愛の戦士たち』（1978年）に登場する宇宙戦艦アンドロメダの武装である拡散波動砲をイメージして、上空に吐いた熱線が拡散しメカキングギドラを攻撃するという案が存在した。また、ゴジラが流血したことにより、放射能を帯びた血を浴びた自衛隊員が苦しむという描写も存在した。
真崎洋典役の佐々木勝彦は、昭和ゴジラシリーズにも出演経験があり、身長設定が変わったため昭和期よりもゴジラを見上げる首の角度が大きくなったと述べている。

## 『ゴジラvsモスラ』
メカキングギドラとともに海中に沈んでいたが、小笠原海溝へ落下した隕石の衝撃のなか発生した熱エネルギーで目覚める。当局の監視網から逃れ、インファント島から日本に運ばれてくるモスラの卵を曳航していた輸送船ありあけをフィリピン沖の太平洋で襲撃する。その場で孵化したモスラ幼虫と戦闘するが、そのさなかに出現したバトラ幼虫との海底での戦闘中にフィリピン沖の海底火山の噴火に飲み込まれてしまう。しかしその後富士火山帯を通過し、噴火する富士山の火口から出現、丹沢山中にて迎撃に当たった自衛隊を全滅させ、横浜のみなとみらい21に移動して成虫モスラ、バトラと対決。この対決でも体内放射を使用し、接近戦を試みたモスラ成虫を吹き飛ばした。鱗粉でしびれて攻撃不能状態にされ、2匹によって海へと連れて行かれる。海中に封印されるはずだったが、最後に突如復活してバトラの喉笛に噛み付き、死亡させる。しかしバトラの拘束を振り切ることはできず、果てたバトラとともに北の海へ落とされ、モスラに封印された。
- 本作品では戦闘の意思以外の個性を明らかにはしていない[291]。

### 造型（vsモスラ）
スーツ
スーツは新規造形。造形者は小林知己と村上修一。頭部原型は、『vsビオランテ』で製作されたものが改修され、以後の平成VSシリーズでのスーツおよび後年のアトラクション用スーツなどにも用いられている。
飛行生物であるモスラやバトラを相手にするアクションの必要上、圧搾空気によって頭部を上下に駆動させるためのギミックを初めてスーツに内蔵した。このため、内部にメカを支える支柱が組まれていることから、首が太くなっているほか、首の可動に伴い、スーツ頸部の素材にはラテックスではなくフォームラバーが用いられるようになった。上下動をスムーズに行うため首の前面に節を入れているため、蛇腹が明確になり、以降のVSシリーズでのゴジラは首に横筋の模様が入ることとなった。
本作品以降のゴジラの眼は、虹彩にオレンジのラインが入っている。川北は、前作のポスターでは白目を描き加えられていたため、本作品では虹彩の明度を上げて白目があり、視線がはっきり出るように見せている。
背びれの配列が変わっており、先端は明るいアイボリーで塗装されている。『vsビオランテ』以後の手法として透明のポリエステル樹脂のものとの差し替えで撮影され、内側にセットしたストロボ球で閃光を表現している。
薩摩は、本作品のスーツについて、首が上を向くようになったのはよかったが、スーツが硬く演技も硬くなってしまったと語っている。
海上シーンや海中シーン、富士山での登場シーンなどには前作の北海道戦のスーツが化粧直しされたうえで使用された。また、海上でのバトラとの戦闘シーンでは、余剰パーツを用いて新造された上半身のみのスーツが用いられた。この上半身スーツは、急造であったため組立時のボンドが乾いておらず、撮影時に水浸しになったことでシンナー気が充満していたという。

その他の造形物
『vsビオランテ』で作られた、ワイヤー仕掛けで各所が動く上半身のみのアップ用（表情用）ゴジラ（メカニカルゴジラ）も、新たに外皮が製作され、スーツと同様に首の上下動を加えて再使用されている。
前作で製作された1/3サイズギニョールも、モスラとバトラに抱えられるシーンで用いられた。
このほかに、準備用の置きゴジラや破壊シーンで使用された尻尾も製作されている。置きゴジラは本作品では頭部のみとなった。
イベントと宣伝用にロボットゴジラも作られ、伊福部昭の音楽が鳴るようになっている。制作はツエニーが担当した。
その後、スーツ頭部と1/3モデルのFRP製レプリカが制作され、イベントでの展示などに用いられている。
2015年4月に新宿歌舞伎町の新宿東宝ビル上へ設置された実物大ゴジラヘッドはバトゴジをモデルとしている。

### 撮影・演出（vsモスラ）
本作品では、モスラがストーリーの中心となっているためゴジラは脇にまわっており、特技監督の川北紘一は結果的にバトラがゴジラの立ち位置を奪うような感じになってしまったかもしれないと述べている。また、川北は、ゴジラ映画ではゴジラの登場シーンが見せ場の一つとなっているが、本作品ではモスラにつられるように登場するかたちとなったのが映像的に辛かったという。脚本を手掛けた大森一樹は、ゴジラを目立たせるために富士山から出現させたり、メーサーヘリと戦わせるなどしたといい、脚本では溶岩が集まってゴジラの形になったり、バトラの腹を食い破るなどの描写も存在した。
大森によれば、当初はゴジラを隕石の落下地点におびき寄せて倒すという結末を考えていたが、シリーズとしてゴジラを殺すわけにはいかなかったことから前作と同様の海上輸送展開となり、隕石の要素は冒頭でゴジラを目覚めさせるものへと改められた。検討稿では、フィリピン沖でのバトラとの戦闘では海底火山ではなくピナツボ火山の火口に落ちるという展開であった。準備稿では、海底火山に消えたのち丸友のゴルフ場に転がり出た溶岩の塊から出現し、クライマックスではバトラとともに富士山の火口に沈むという描写になっていた。
タイトルバックでの海底で目覚めるシーンは、前作のラストシーンを再編集している。川北は、前作ラストとの差別化から赤鬼のイメージでゴジラの登場シーンを赤くしている。水中のシーンは水槽を前に置いて撮影している。
ゴジラが水中から現れるシーンは前作でもやっていたため、本作品のフィリピン沖で出現する際は熱線を吐いて海を割って現れるという描写になった。川北は、ゴジラの力強さを表現したかったと述べている。
モスラの幼虫がゴジラの尾に噛みつくシーンは、上半身スーツと尾のみの造形物を用いて撮影している。
モスラの糸を巻き付けるシーンでは溶かした発泡スチロールを用いていたが、演じる薩摩剣八郎はビニールを被っていたものの空気穴から入ってきた糸が顔についてしまい、さらに接着剤のシンナーが溶けて充満するなどし、ふらついて倒れそうになっていたという。
横浜駅で線路を跨ぐシーンは、初代ゴジラの品川での描写を踏襲している。
倒壊したランドマークタワーが直撃するシーンでは、スーツの中に人が入ると危険なため、詰め物をしギミックにより口と手のみを動かしている。
ラストのモスラとバトラに運ばれるシーンは、スーツの中に人が入らない状態で撮影している。川北は、首が動くようになったためそれらしく見えたと述べており、操演の松本光司は人が入っていてはピアノ線が太くなってしまいより大変になっていただろうと述べている。
本作品から参加した音響効果の佐々木英世は、鳴き声や熱線の音に「キーン」という金属的な高音を加えたが、マニアからは不評であったといい、本作品限りで元に戻った。
特写スチールでは、ゴジラとバトラ幼虫が名古屋で戦う場面も存在する。

## 『ゴジラvsメカゴジラ』
海域に投棄されていた使用済み核燃料のエネルギーを吸収してパワーアップしたことにより、モスラの封印を突破して復活する。
ベビーゴジラの卵の存在を感知してアドノア島に上陸し、ラドンと戦ってこれを倒すが、その間に卵は調査隊に持ち帰られる。孵化したベビーのテレパシーに導かれて京都市内に侵入すると、四日市の工業地帯から鈴鹿山中にかけてメカゴジラとの初戦に臨み、最初こそ苦戦するものの敵のアクシデントが重なり、戦闘不能に追い込む。その後、再びベビーを追って幕張ベイエリアでのメカゴジラとの再戦では、相手がプラズマ・グレネイドを使えないこともあって再び追い込んだところに現れたガルーダと合体したスーパーメカゴジラとの戦闘となり、第二の脳を破壊されて瀕死にまで追い込まれるが、メカゴジラに敗れて風化したファイヤーラドンの放射能エネルギーを吸収し、復活する。最後はウラニウム・ハイパー熱線でメカゴジラを倒し、ベビーを連れ帰った。

### 造型（vsメカゴジラ）
スーツ
スーツは新造されたもの。当初は前作のスーツを流用する予定であったが、クランクイン後に急遽製作された。造型は、資料によっては小林知己としているが、実際には多忙であった小林に代わり村上修一が中心となった。
尻尾の付け根と足の付け位置が高めとなったことから、バトゴジに比べ切れ上がった股のラインがややハイレグになっているのが特徴で、スタッフからは「ハイレグゴジラ」とも呼ばれた。また、尻尾を振り回しやすいよう、高い位置につけられている。背びれの左右の列の幅は前作よりも狭まっている。頭部ギミックは前作を踏襲しており、首は細くなっているが角度がやや前傾になっている。村上によれば、頭部の表皮の貼り付け方や手の大きさ、尾の位置などを微妙に変えているという。
牙は、歯科医などが用いるデンタルレジンで造型され、破損率が減少した。最後の熱線を吐くシーンでは、口内にフラッシュを仕込んでいる。
村上は、書籍にバトゴジへの批判的な記事が掲載されていたのを読んで悔しいと感じ、前作では弱い印象であった下半身や横からのシルエットを特に意識したという。また、子供を探すという設定から母親というイメージもあったと述べている。川北は最も気に入っているスーツと述べており、薩摩は従来のスーツよりも動きやすかったと述べるなど好評であった。
その後、このスーツは『怪獣プラネットゴジラ』、『vsスペースゴジラ』のサブスーツ、『vsデストロイア』の海用に使用された。本作品で制作されたものと見られるスーツの頭部が、表皮を剥がした状態で保管されていることが1999年の時点で確認されている。
アドノア島や四日市コンビナートなどの劣化が予想される炎絡みのシーンではバトゴジが使われている。なお、前者はスーツの完成が遅れていたためである。海上シーンでは、前作のギドゴジの北海道用の脚を切断して改修したものが用いられた。その下半身はラドン戦で使用されている。

その他の造形物
上半身のみのアニマトロニクスゴジラも3代目となるものが新規に製作された。制作はアップアートが担当。内部メカも新規となり、額も動くようになっているため、仕掛けが増えていることから、スーツよりも少々頭部が大きめの造形となった。切れ長の目となだらかな口先でスーツとは印象が少し異なっている。川北は、表情が豊かになったと評している。
尾が海面を叩くシーンでは、尾だけの造形物が用いられた。
第二の脳は本編班が白滝を素材に製作している。
位置決め用の置きゴジラはおおざっぱなものも存在している。

### 撮影・演出（vsメカゴジラ）
本作品では、人類とゴジラの戦いを描きつつも、ゴジラを悪役としては扱っていないのも特徴である。脚本を手掛けた三村渉は、ゴジラをただ破壊するだけの存在とせず、悲しみなどの気持ちが感じられるよう心がけたことを語っている。これにより、『ゴジラ』（1984年版）以来の「怖いゴジラ」の要素は薄まり、本作品以後のVSシリーズは感情移入できるキャラクターとして描かれていった。
当初は、アドノア島に出現する怪獣はラドンのみであったが、川北の要望によりゴジラも登場することとなった。変更前の内容について三村は、前半でゴジラを出さなかったのはメカゴジラを紹介する時間が必要であり、シミュレーションでゴジラを出していれば充分との考えであったことを語っている。ラドンとの戦闘描写は、『三大怪獣 地球最大の決戦』での対決シーンを再現している。ラドンを踏みつけるシーンでは、スーツの下半身のみを着て演じている。
四日市での上陸シーンは、『モスラ対ゴジラ』での上陸シーンをオマージュしている。川北は、実景ロケで同作品当時と同じ場所を探して撮影したが、30年経過していたことから当時とは印象が異なっていた。
メカゴジラのショック・アンカーによる負傷シーンは、平成VSシリーズでは初の流血描写となっており、生々しく描くことでゴジラが痛みを感じる命あるものであることを強調している。撮影では、スーツの表皮をえぐり、血糊と弾着を仕込んで表現している。『vsビオランテ』では体液は緑色であったが、本作品では赤い。ゴジラを内部から攻撃するという設定は、川北が検討していたメカニコング登場案での人間がゴジラの体内に入って戦うという展開の名残である。
ゴジラが京都を襲撃するシーンは海外輸出を考慮したもので、外国人にもわかる観光名所を映すことを意図している。川北は、ゴジラを出現させるため、生命科学研究所の所在地を京都にしたと述べている。ゴジラと実景の合成を多用しており、京都タワーを熱線で破壊するシーンのみオープンセットにてミニチュアで撮影された。タワーを破壊した後、去っていくゴジラのシーンも撮影される予定であったが、雨天によって延期となり、そのまま欠番となった。川北は、京都のシーンでは舞台劇的な撮り方を行ったといい、インパクトのある映像づくりを意識したと述べている。二年坂でゴジラが建物の影から顔を出すシーンは、第1作『ゴジラ』でのゴジラの初出現シーンをオマージュしている。
幕張でのゴジラの熱線とメカゴジラの光線のぶつかり合いは、初代メカゴジラの初戦を思わせるものとなっている。
赤い熱線は、ファイヤーラドンのエネルギーを上乗せしたものと想定しており、巨大生物の生命力を表現している。川北は、ナイトシーンで黒いゴジラが赤い炎のような熱線を吐くことでビジュアル面でのパワフルさを意図したことを語っている。熱線を赤くするという展開は外部には秘匿されており、川北は試写後に田中友幸へ謝罪したというが、田中は従来の枠に囚われず大胆な発想で新たな表現を加えていくことが重要だと語っている。
絵コンテでは、ラストシーンはゴジラを見送る画となっていたが、川北はゴジラシリーズがこれで終わりではないということを示すため、ゴジラが向かってくる描写とした。準備稿では、同シーンでゴジラがベビーを口に咥えて海へ去るという描写であったが、決定稿で一緒に泳ぐという描写に改められた。本作品でベビーを演じた破李拳竜は、ラストの海へ帰るシーンではゴジラを演じている。
鳴き声や熱線の音は、前作での不評を受けて元に戻しているが、最後の熱線のみ変化させている。一方、川北は短めの鳴き声が金属音のようで嫌いだと述べている。

## 『ゴジラvsスペースゴジラ』
前作の後、バース島近海でリトルゴジラとともに暮らしていたが、国連G対策センターによる「Tプロジェクト」のさなかに、スペースゴジラの襲撃を受け、空中攻撃に抗しきれず一敗地に塗れ、リトルを結晶体に閉じ込められたことで、太平洋に姿を消す。鹿児島湾から九州に上陸し、結晶体を展開してバトルフィールドとなった福岡に乗り込み、MOGERAとともにスペースゴジラと戦う。苦戦するが、MOGERAに援護されながら撃退した末、スペースゴジラとゴジラ自身のエネルギーを結びつけたバーンスパイラル熱線（融合反応熱線）を放ち、MOGERAもろともスペースゴジラを燃やし尽くすと、リトルが待つバース島に帰っていった。

### 造型（vsスペースゴジラ）
スーツ
スーツは1着が新規造形。造形は小林知己、内蔵メカは贄田直樹が担当。従来は、スーツの内蔵ギミックを外注で制作していたが、本作品ではメカ造形の経験もあった贄田が志願して手掛けた。
頭部には前作までの上下動に加え左右の動きも可能となるメカが仕込まれており、それに伴い平成VSシリーズの中でもっとも大きいスーツとなった。前作よりもフォルムがシェイプアップされたイメージとなっている。また、水によるダメージへの考慮から旧作スーツを流用した海用の着ぐるみが用意されることが通例だったが、本作品ではバトゴジからの流用スーツがわずかに使われたのみで、海絡みのシーンでも基本的に新造のモゲゴジスーツが使われるなど、このスーツ1体で大半の動作を演出可能となった。これらの観点から、平成VSシリーズのひとつの完成形とも言われるスーツである。
可動を考慮し、頭部の表面はラテックスより柔らかいフォームラバーが用いられた。そのため、これまでよりも口が大きく開き、ラジコン操作で開閉具合を調整できるようにもなった。足は底上げされており、スーツアクターの腕は従来よりも下に入っている。これにより、全体のバランスが再構成され、引き締まったスタイルとなり、以後VSゴジラの基本形となっている。口内のフラッシュは、シリーズで最も使用回数が多い。
ラドゴジのスーツは、バース島のビーチに上陸したシーン、シーホークホテルに突っ込むシーン、ラストシーンなどで使用された。モゲゴジに合わせてやや頭部が小さくなっているなど、フォルムが修正されている。バトゴジのスーツは脚と尻尾を切り離し、バース島の上陸シーンと鹿児島湾で用いられた。切断した尾も海上シーンでの撮影でゴジラの後部に置かれる形で使われた。

その他の造形物
前作の表情用メカニカルゴジラも新規造形の皮膚などで改修して用いられたが、スーツの首が上下左右に可動するようになったことから不要となり、2カットに留まった。モゲゴジに合わせたフォルムになっているため、前作よりも表情がキツめになっている。
位置がずれないように位置決めで使用される置きゴジラも用意されている。
2015年4月に開業した新宿東宝ビルの壁面や2011年に制作された東宝スタジオの壁画には、モゲゴジの壁画が描かれている。

### 撮影・演出（vsスペースゴジラ）
スペースゴジラとの対比やリトルとの絡みから、本作品でのゴジラは平成シリーズとしては珍しく、人類の味方という立ち位置で描かれている。ただし、特技監督の川北紘一は人類を助けたのではなく共通の敵と戦っただけとしている。バース島の戦いではスペースゴジラに攻撃されるリトルを見て憤慨したり、リトルを身を呈してかばうなど、他の「vs」作品では見られない擬人的な描写がある。監督の山下賢章は、ゴジラとスペースゴジラの関係性を「母親と不良家出少年」または「不良家出少年と長男の兄弟喧嘩」と解釈している。ただし、演じる薩摩剣八郎は、尺の都合でゴジラ親子の感情があまり活かされなかったと述懐している。川北や脚本を手掛けた柏原寛司は、ゴジラはリトルに対して親子としての愛情はなく、生存本能として同種族を守っていると解釈している。また、山下は人間側から見たゴジラ像を重視し、ゴジラの足元に人間が近づくなど距離感が近い構図を取り入れている。
脚本初稿では、バース島の戦いでゴジラは負傷するものの火山の噴火により難を逃れるという展開であったが、噴火が以前の作品と重複することやその後のゴジラが傷を癒やす描写が長くなることなどから改められた。また、川北はゴジラから積極的にスペースゴジラと戦いに行くのではなく、リトルを守るかたちにすることで親子の感情を表現し、後半の戦いとのギャップを生じさせるとともに『ゴジラの息子』のイメージも取り入れている。結晶に閉じ込められたリトルを見てゴジラが哀しむシーンも撮影されていたが、カットされた。
本作品で初めてゴジラが九州に上陸した。各都市の破壊シーンは、小規模のミニチュアセットで撮影したものを実景に合成している。鹿児島湾では、『vsビオランテ』以来となる艦船との戦いが描かれた。ゴジラが海中から出現するシーンでは、浮かび上がった際に浮力でずれた首が曲がってしまったが、頭部を強く固定することで問題を解消した。ゴジラとGフォース陸上部隊との戦いも撮影されていたが、カットされた。
ゴジラが海上を進むシーンでは、プール内でゴジラのスーツを台車に乗せ、シリンダーを用いて尾を上下させながら2トントラックで牽引している。薩摩は、スピードが出ると水圧に耐えるのが大変であったと述べているが、操演助手の白石雅彦は薩摩の体勢はまったく崩れていなかったと証言しており、その下半身の屈強さを称えている。上陸シーンの撮影では、スーツが水を吸って重さを増しているため、薩摩だけでなく尾を吊る操演スタッフにも負担が大きいものであった。操演には通常より太い0.8ミリメートルのピアノ線を用いていたが、撮影では消すことができなかったため後処理で消している。従来の水上シーンでは、スーツを水で濡らすだけであったためすぐに乾いてしまっていたが、本作品では水にローションを混ぜ、エアーで水の飛沫を細かくして濡れた体表を表現している。プール撮影の3週間後にはスーツからキノコが生えるというアクシデントもあった。
スペースゴジラのグラビ・トルネードにより宙に浮く場面では、薩摩はスーツに入らず、操演と内蔵ギミックにより顔や尾を動かしている。
オープニングタイトルでのゴジラは、『vsモスラ』から流用している。

## 『ゴジラvsデストロイア』
バース島の地層に含まれる高純度の天然ウランが熱水噴射で急激な核分裂反応を起こしたことによって島が消滅し、その影響で帰巣本能に異常をきたしたうえ、体内炉心の核エネルギーが暴走して異常に体内核分裂が活性化したことにより、核兵器よりも巨大な核爆発エネルギーを持った状態となる。暴走状態のままでゴジラジュニアを追って香港を襲撃するが、本来は青色だった放射熱線の色が異常な体内温度が反映されて赤くなったうえ、全身が超高熱を帯びており、背びれや表皮、口の中が超高熱で赤熱化して常に体内の水分が蒸発し、蒸気が背中から常に噴き出すという異様な姿であった。
その後、台湾沖から沖縄沖を経由して豊後水道に出現して核物質を求めて伊方原発に迫るが、迎撃に出たスーパーXIIIにより、凍結されたうえでカドミウム弾を撃ち込まれる。その結果、体内の核分裂反応が抑制されて核爆発の危険性は回避されるが、今度は体内炉心温度の異常上昇によって高熱で心臓部が溶け出し、体内温度が1,200℃を超すとメルトダウンを起こすという危機が迫ってしまう。
終盤では羽田空港に上陸してジュニアと邂逅するが、その直後にジュニアはデストロイアに致命傷を負わされ、新滑走路のビッグバードで虫の息のジュニアにエネルギーを与えるがジュニアは絶命してしまい、激しい敵意を向けて怒り狂って暴走状態のままでデストロイアに襲いかかる。不安定ながらも圧倒的なパワーでデストロイアを追い詰めていき、デストロイアはゴジラの猛攻に耐えきれず逃亡しようとしたところを自衛隊の追撃で倒されるが、ゴジラはついにメルトダウンを起こす。この最終決戦ではすべての技が異常に強化されており、放射熱線はオレンジがかった色で螺旋状にエネルギーを巻き、体内放射は周囲一帯を一瞬で焼き尽くすほどの威力と化していた。
最後はメルトダウンによる被害を最小限に留めようとする自衛隊の超低温レーザーや冷凍弾による攻撃に遭いながら、臨海副都心を中心に異常な量の放射能を撒き散らしつつ自らのエネルギーで融解し、消滅した。その直後、撒き散らされた高濃度の放射能をジュニアが吸収し、ゴジラと同じ姿に成長して復活を遂げた。
- 本作品での形態は玩具などではバーニングゴジラとも称される[出典 139][注釈 76]。制作現場ではレッド・ゴジラとも呼ばれていた[416]。

### 制作（vsデストロイア）
ゴジラを死なせるというアイデアは特技監督の川北紘一によるもので、川北は前作の時点でゴジラを死なせてシリーズを完結させるという展望を語っていた。ゴジラの死について川北は、ゴジラが核による突然変異体とするならば、自然界の摂理として長命ではありえないと考えが企画の原点であったと述べている。『VSデストロイア』の原型となる企画書および脚本『ゴジラVSバルバロイ』を執筆した特撮班監督助手の岡ひできは、他のスタッフによる企画ではゴジラを死なせるのにオキシジェン・デストロイヤーを使用していたことが第1作『ゴジラ』の根幹を否定することになると考え、オキシジェン・デストロイヤーを怪獣の出自と結びつけ、ゴジラの死は自然死とした。
本来、核爆発と炉心融解は別の概念であるが、脚本を手掛けた大森一樹はそれを承知のうえでストーリーを優先し、飛躍した展開にしたと述べている。大森は言葉の響きを優先して「メルトダウン」を用いたが、当時は一般的な概念ではなかったため調べようとしても資料がなく、関西電力に電話で訪ねたり、原発事故を題材とした映画『チャイナ・シンドローム』（1979年）を参考にしたりするなどしたが、結局よくわからないまま書いていたという。

### 造型（vsデストロイア）
全身を燃え上がらせるゴジラという案は、デザイナーの吉田穣によるものとされる。
スーツ
本作品のスーツは、モゲゴジの改良で、肩や胸、腹や大腿部、背びれを中心とした発光部分に860個の電球が使用されており、表面にFRP樹脂を用いているため、総重量は100キログラムを超える。発光をCGやアニメーションで表現することも検討されたが実現が難しく、透明で発光できて可動部分に用いることもできる特殊ウレタンの新素材がバンダイから提供されたことにより、造型で実現した。電球は、当時入手が容易であったクリプトン球が用いられたが、当初は発光させると内部の電球が目立ってしまい、塗装を厚くしたりフィルターを入れたりするなどの修正が施された。
ゴジラのスーツとしては初めて目に電飾を入れている。元々のモゲゴジでは透明ポリを加工した眼球に瞳の写真を貼り付けていたが、発光させるため瞳を残して裏面が削られた。しかし、それでは発光時の印象が弱くなってしまったため、最終的に裏から瞳を描き足している。
スーツに埋め込まれた装置を作動させるための電源ケーブルやホースを引きずっており、ただでさえ重いスーツの動きがさらに緩慢となったため、撮影した映像を早送り再生していたという。漏電対策としてコードの結合部分やクリアパーツの裏側などをシリコンでパッキングしている。東宝映像美術の小林勉によれば、会社側は感電事故を懸念してゴジラを光らせることに反対していたといい、造形チームでは回路図を提出したり、シーリングを徹底したりするなどして安全性を主張し、最終的には川北の熱意に押されるかたちで承諾を得たという。
背びれの配列が再び変更され、重量感を増すために大きい背びれが一段上に位置し、ビオゴジを思わせるものになった。
その後、スーツはラストシーンの新ゴジラ（高濃度の放射能で急成長したゴジラジュニア）に用いるため、黒く塗られた。その後、色を戻して1995年に有明コロシアムで開催された「超ゴジラ展」に展示されたのち、再び黒く塗り直され、1998年に鳥取県境港市で開催された「ゴジラミュージアム」で展示された。その後も黒い状態のまま、2000年代にCMで用いられたのち、現存する全身が揃った最古のゴジラスーツとしてイベントなどで展示されている。
海用にはラドゴジを改造したものが用いられた。膝より下の部分も切り取られ、尻尾もなくなっている。スーパーXIIIに冷凍弾で攻撃されるシーンでは、蝋やスノースプレーが吹き付けられ、氷漬けになる描写ではスーツにフロンの原液をかけて実際に氷結させている。海用は1999年の時点で東宝撮影所内の倉庫に保管されていたことが確認され、その後の消息は明らかになっていなかったが、2021年に発見された。

その他の造形物
羽田空港の滑走路でデストロイアに引きずられる遠景シーンでは、1994年に東京マルイから市販されていたビオゴジのラジコンの表皮を改造したものを用いており、ハリウッドでも用いられている輝度の高い塗料を赤い部分に塗って撮影している。
クライマックスでメルトダウンを起こすシーンでは、表皮が蝋で造られたゴジラのアップ用頭部の両脇に鉄板を置き、これをバーナーの熱で熱して溶解する様子をコマ撮りしたうえ、それをソニーPCLが部分的にCGを組み合わせて加工している。川北は、CGだけでは「絵」のイメージが強くなってしまうため、後から合成したと述べている。この撮影の際に用いられた頭蓋骨は保管されており、2006年には赤坂プリンスホテルにて開催されたパチンコ『CRゴジラ』のプレス発表会で展示され、2017年まで東宝の倉庫に保管されているのが確認されている。
『vsビオランテ』以来となる表情用のゴジラが新規造形の表皮で用意されたが、川北が細かい表情を求めなかったためほとんど使用されなかったという。
メルトダウンで消滅するゴジラの全身カットは、ソニーPCLがCGIで作画したものとなっている。特殊視覚効果プロデューサーの小川利弘は、約20秒のシーンを仕上げるのに150時間の作業を要したと証言している。

### 撮影・演出（vsデストロイア）
初期のスチール撮影では、バーニングゴジラが未公表であったため、通常のゴジラのアトラクション用スーツで撮影を行っている。劇中ではシリーズで初めて通常のゴジラが登場しない作品となった。
特技監督の川北紘一は、本作品でのゴジラはスケール感よりも観客の感情移入を重視し、体内暴走で苦しむ様やジュニアの死を悲しむ描写などを盛り込んでいる。また、ゴジラの電飾を映えさせるため、意図的にナイトシーンを多くしている。
スーツの電源には2トントラックで用いるようなバッテリー14個を2組用意し、連続20分ほどで切れることから交互に充電しながら用いていた。当初は撮影所の電源を用いる予定であったが、独立していない電気を水中で使用することが危険視され、カメラテスト前日にはバッテリーに変更された。撮影所にはジェネレーター発電機もあり、安全面では問題ないとされていたものの、問題が生じた場合の責任が問われるため、使用できなかった。電源ケーブルは50メートル用意したため、それだけで重量が100キログラムを越えており、プールでの撮影ではスタッフが水中に入ってさばいた。スタジオ内での歩行シーンの撮影では、操演班がピアノ線でケーブルを吊ってサポートしている。
全身から吹き出す蒸気には炭酸ガスが使用されたが、撮影テスト中には薩摩剣八郎がスーツ内に充満したガスによる酸欠で倒れ、不整脈に見舞われる事故もあった。そのほか、感電の危険性もあったという。それ以降、薩摩は酸素ボンベを装着して演じていた。こちらもレギュレーターが外れないようマウスピースを力いっぱい噛んでいたため、薩摩は歯が欠けたり、歯茎から血が出たりするなど苦労したと述懐している。造型を担当した贄田直樹らは、プール撮影の前日は不安で眠れなかったという。
赤い熱線は、川北と合成担当の小野寺浩が「最後だから今までと異なることをしよう」と決めたものであったが、試写会までは他の関係者には見せず秘匿していた。小野寺は、試写で東宝プロデューサーの田中友幸に謝罪することとなったが、それよりも試写で赤い熱線を観て関係者が驚きの声を挙げたことの方が印象に残っていると述べている。
戦闘シーンでは、爪で引き裂いたり、切断技を受けて流血したりするなど、従来のVSシリーズでのゴジラよりも泥臭い演出を行っている。脚本では、ゴジラの尾が千切られるという描写も存在した。
平成VSシリーズではゴジラを海外の都市に出現させなかったが、本作品では香港に出現している。ゴジラが香港に出現した理由について川北は、核エネルギーを求めて中国大陸へ行くのが自然だと述べている。富山は、ゴジラを海外に出すことで日本を中心とした物語が曖昧になるのではないかと危惧していたが、どうしてもという要望を受けて最後なのでやってみようと決断した。監督の大河原孝夫は、ゴジラの体に異変が起こる過程を省略して最初から赤い体表を見せたことがインパクトがあって良かったと述べている。
脚本では、ゴジラが上陸する前にジュニアがデストロイアに倒されるという展開であったが、怪獣側のドラマの山場を設けるため、クランクイン後にゴジラとジュニアが邂逅する展開に改められた。このシーンではゴジラがジュニアに自身のエネルギーを渡そうとする描写があるが、劇中では特に説明はなく、川北は理解を観客に託したと述べている。
ゴジラが死ぬ描写は、メルトダウンによって自ら崩壊していくことで尊厳死や自然死のような扱いとし、観客の悲しみを誘うことを意図している。川北は、骨をはっきり見せることを嫌ったが、明確な描写がなければ観客は納得しないと考え、部分的に表皮が溶けて骨が見えるという描写にした。脚本では、デストロイアを抱きかかえてメルトダウンするという描写であったが、流れの邪魔になるためデストロイアとの最後の戦い自体がカットされた。

## ゴジラザウルス
ゴジラの元となった種類とされる恐竜。『ゴジラvsキングギドラ』で初めて登場した。
二足歩行で大型獣脚類のような形態をしているが、雑食性で性格もおとなしい。しかし、自分の縄張りを荒らされた相手には敢然と立ち向かう性質を有している。生息範囲は広く、南はマーシャル諸島から、最北部ベーリング海まで分布していた古代生物の残存種。鳥類のようにプテラノドンへの托卵を行う習性がある。幼体の時期は身の危険を感じると眼球が赤く光り、仲間や家族を呼ぶ。
ティラノサウルスに似るが、体の大きさは倍近い。口は上下のアゴが大きく開き、歯の一部はゴジラと同様に2列となっている。非常に背ビレが小さく、手の指はゴジラと同様に4本だが、足の指はゴジラより1本少ない3本となっており、蹴爪が踵の上にある。並外れた生命力を持っており、恐竜としては硬い皮膚で、バズーカ砲や銃撃も意に介さなかったが、艦砲射撃には敵わずに重傷を負った。
マーシャル諸島のラゴス島に生息していた個体は1944年2月の太平洋戦争末期に日米両軍に目撃される。この個体は、新堂靖明が率いる日本軍守備隊が窮地に陥ったときに出現し、戦友に近い独特の感情を表して守備隊に加勢するかのように米軍に襲いかかり、潰走させる。その後、洋上からの米軍艦隊の艦砲射撃で深手を負い、一度は倒れるがすぐに復活すると、残っていた陸上米軍を全滅させて森に引き返す。無事に復員した新堂たちは、この恐竜に対して強い感謝と崇拝の念を抱くが、彼らの再会は悲劇的な結末を迎える。
その個体は、のちに1954年のビキニ環礁のアメリカ軍による水爆実験で被爆し、ゴジラに変異したと推測される。ゴジラの抹殺を企む未来人は、ゴジラザウルスを核実験に遭遇する前にベーリング海に転送し、ゴジラの存在をなかったことにしようとするが、ゴジラザウルスは転送先でも核廃棄物に触れてゴジラ化し、民間企業の原潜から奪った核エネルギーで最大・最強のゴジラへと成長した。
『vsキングギドラ』の作品内では一度もゴジラザウルスとは呼ばれず、「恐竜」と呼ばれる。劇中でこの名前が出るのは『vsメカゴジラ』からである。『ゴジラvsメカゴジラ』では、ベーリング海に位置するアドノア島の翼竜の巣から発見された卵から孵化した個体が、「ベビーゴジラ」と名づけられる。このベビーゴジラは、『ゴジラvsスペースゴジラ』では「リトルゴジラ」、『ゴジラvsデストロイア』では「ゴジラジュニア」と、成長とともに呼称が変わる。
- 記載者がゴジラの愛好家であり、それにちなんでゴジラサウルス（学名ゴジラサウルス・クエイイ）と命名された実在の恐竜も存在するが、こちらは映画のゴジラザウルスとは姿もサイズも異なる。

### 制作（ゴジラザウルス）
スーツアクターは福田亘。当初は破李拳竜がゴジラザウルス役で福田がキングギドラ役の予定だったが、福田の身長が高すぎてギドラのスーツの背丈が合わず、逆になった。福田自身は、長身のためゴジラザウルス役に選ばれたと述べており、特技監督の川北紘一もゴジラと異なり股が切れ上がっているため、股上が長い人物でないとだめであったと語っている。
川北によれば、ゴジラとキングギドラだけではつまらないとの判断からそれ以外の新しいキャラクターを出すことになったと証言している。富山は、1作品ごとにゴジラの秘密を1つずつ開示していくという狙いであったと述べている。
最初期案では、ビキニ環礁の水爆実験によりゴジラが誕生する瞬間そのものを描く予定であったが、製作の田中友幸が核実験を直接描くことに反対し、監督の大森一樹により太平洋戦争中に日本軍と関わりがあったというエピソードが設けられた。大森が初期に執筆したストーリー概要では、ティラノサウルスがゴジラになるという設定であった。
『ゴジラvsメカゴジラ』の検討稿では、ゴジラザウルスやプテラノドンが生息する白亜紀の情景を描写していたが、予算の都合から撮影には至らなかった。川北は、同作品でのゴジラとラドンとの戦いはこのシーンを発展継承したものであることを述べている。

### デザイン・造形（ゴジラザウルス）
デザインは西川伸司と破李拳竜が担当。当初の設定では、水爆実験の影響によってゴジラと化す恐竜はティラノサウルスであったが、西川は「ティラノサウルスでいいのか？」と思い「ゴジラザウルス」という独自の名称で描いたところ、これが採用された。デザイン画では、薄皮に覆われた背びれが存在しており、西川は核実験によってこれが焼けただれ、ゴジラの骨状の背びれになったと想定していた。
造形は川北と安丸信行による監修のもと、小林知己が雛型を手掛け、ビルドアップの品田冬樹を中心に制作された。胴体はウレタンとラテックス製、頭部や胸部はFRP製。一体成型ではなく、部分ごとに原型を制作して型取りされた。口部にはモーター式の開閉ギミックが仕込まれている。造形物では、デザイン画よりも恐竜らしい形状となっている。品田は、ティラノサウルス型なのに背びれが大きいことに違和感を感じ、デザイン画を無視して背びれを小さくした。品田は、背びれを水爆で死滅したサンゴとイメージし、熱で溶けているディテールとした。また、顔は初代ゴジラをイメージしている。川北は、ゴジラとの差別化から斑点のあるヌメッとした体表にしたと述べている。かかとの指（第4指）は、原型では接地していたが、品田は獣脚類の特徴として指の位置をかかとの上部に変更した。目は、ゴジラのスーツに近づけるため、1/3サイズのゴジラのものが流用された。
尻尾を地面につかないようにしたいという川北による要望で前傾姿勢となったが、結果的に尾の付け根が厚くなり、品田はスーツを着せるのに苦労した旨を語っている。演じる福田は、恐竜らしい前傾姿勢で歩くことを要求されたが、スーツの足の爪が上向きの造りであったために難しかったと述べている。一方、川北は不安定な歩き方にすることで恐竜らしさを表現しており、歩きにくさも狙い通りであったと述べている。
前肢は短いため、スーツアクターの手を入れることはできず、レバー操作で動かしている。これは、川北から人の手が入らないぐらい小さい手を要望されたことによるものだが、品田はあまり動いているように見えなかったと述懐している。内部はFRPのシェルが入っているために空間に余裕があり、両手が自由であったことから福田はタオルや飲み物を持ち込んでおり、居住性が良かったとの感想を述べている。
背部にはボリュームを出すためのウレタンが詰められており、撮影中に潰れるに伴って足されていったが、その分の重みで脛部分に意図しない横皺が生じていた。品田は、後年に発売されたフィギュアなどでこの部分が再現されてしまっていたことを不服に感じていた。
着ぐるみのほか、本編用の実物大の皮膚の一部と尾の先端の造形物が作られた。破李拳によるピクトリアルスケッチでは、実物大の造形物を用いるという案も記されていた。
その後、スーツは2020年時点で頭部のみ保管されており、イベントなどで展示されている。これとは別に、品田によって同じ型からFRP製の頭部が保存用として制作された。小林知己による粘土原型を型取りしたレプリカも存在しており、展示用ジオラマとしてアレンジした状態で保管されている。

### 撮影・演出（ゴジラザウルス）
ラゴス島のシーンは、セットを用いずロケーションですべて撮影している。本編班による撮影は三浦半島にて、特撮班による撮影は東宝スタジオの造園スペースにてそれぞれ撮影された。川北はゴジラとの差別化のため自然光を用いることで、ゴジラ映画ではなく恐竜映画という意識で撮っていたという。
銃で撃たれるシーンには、人間用の弾着を用いている。砲撃を受けるシーンでは、閃光弾が福田の顔の辺りに当たり、絶叫しながら倒れ込んだ。川北からは演技を褒められたが、福田はあれは演技ではなかったと述べている。
鳴き声は、ガメラのものを流用している。

### 生物学的な解釈・考察
第1作『ゴジラ』の劇中において、山根博士により「ゴジラは水棲爬虫類から陸上獣類へと進化する過程の生物」と推定されていることから、ゴジラザウルスはキノグナトゥスのような単弓類とする説もある。
書籍『最新ゴジラ大百科』では、大きな背びれを持つことからゴジラザウルスはスピノサウルスやオウラノサウルスなどの系譜と位置づけており、ティラノサウルスに類似しているのは平行進化によるものと推測している。また、この背びれは体内発電により発生する高熱を放出するためのものと解釈しており、体内の発電嚢が原子力電池とよく似た構造を持っていたことから水爆実験による突然変異に繋がったと考察している。さらに、体内発電の伝導率を高めるため皮膚組織に金属繊維や炭素繊維を含んでいるものと分析しており、そのことが隕石の衝突や火山活動など恐竜絶滅の原因と考えられる高温現象、ひいては核爆発にも耐え生存した要因と考えている。